# Orthostichellaceae
Orthostichellaceae, porodica pravih mahovina, dio reda Hypnales. Postoji pet rodova opisana 2019.; tipični rod Orthostichella Müll. Hal., danas je uključen u porodicu Neckeraceae.

## Rodovi
1. Afrothamnium Enroth
2. Deslooveria Enroth
3. Dixonia Horik. & Ando
4. Pinnatidendron Enroth
5. Scabrellifolium Enroth